# Olivier Niyungeko
Alain Olivier Niyungeko (ur. 10 października 1970) – burundyjski trener piłkarski, były selekcjoner reprezentacji Burundi.

## Kariera trenerska
W latach 2012–2013 Niyungeko był trenerem klubu Flambeau de l’Est FC. W sezonie 2012/2013 doprowadził go do wywalczenia mistrzostwa Burundi. W 2017 roku został selekcjonerem reprezentacji Burundi. Prowadził ją w Pucharze Narodów Afryki 2019, jednak w odpadła ona po fazie grupowej przegrywając wszystkie trzy mecze: z Nigerią (0:1), z Madagaskarem (0:1) i z Gwineą (0:2). Po tym turnieju przestał pełnić funkcję selekcjonera. W 2021 roku został trenerem klubu Bumamuru FC.